# Acokanthera oblongifolia
Acokanthera oblongifolia là một loài thực vật có hoa trong họ La bố ma. Loài này được (Hochst.) Benth. & Hook.f. ex B.D.Jacks. mô tả khoa học đầu tiên năm 1895.

## Hình ảnh

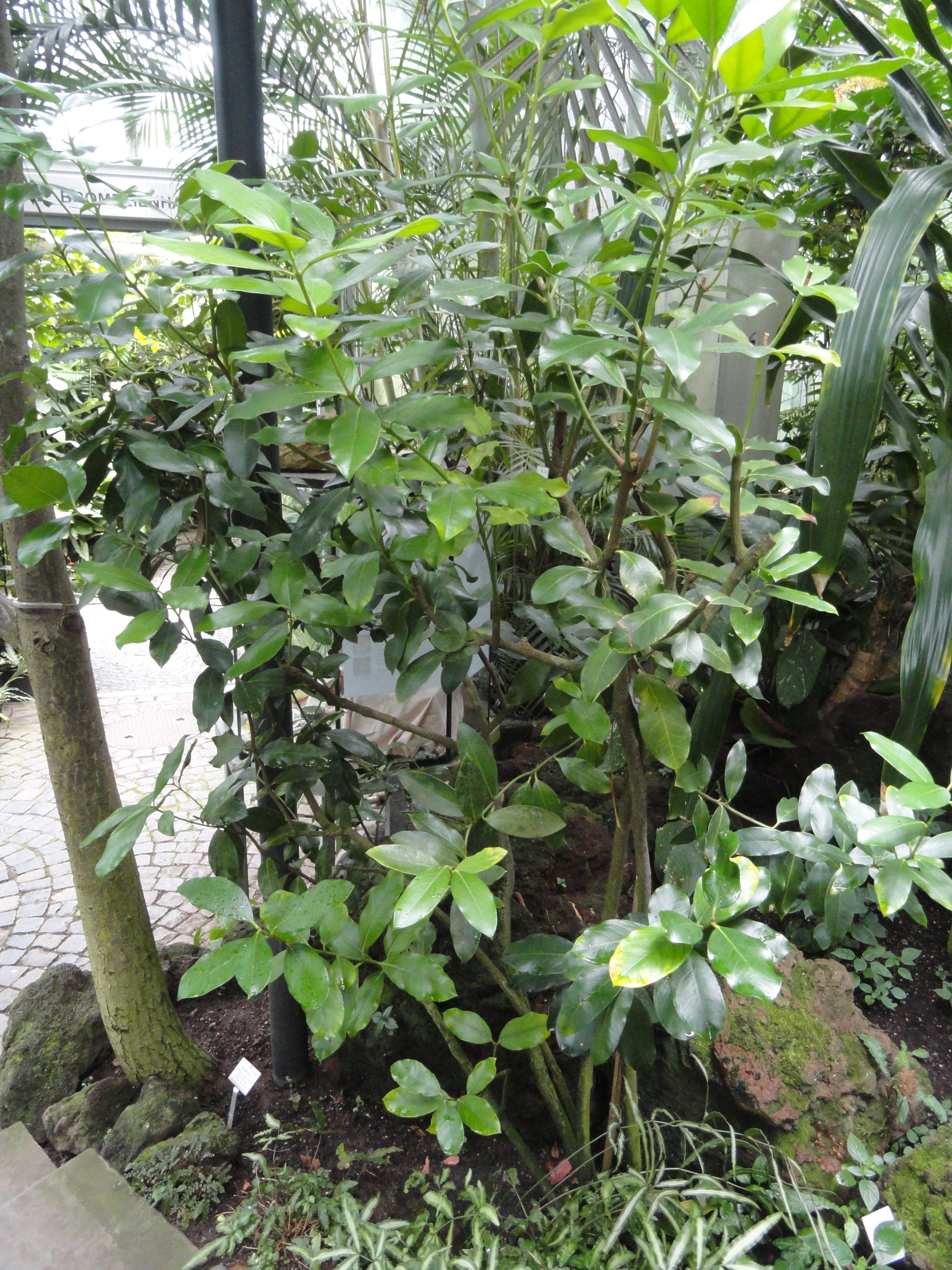
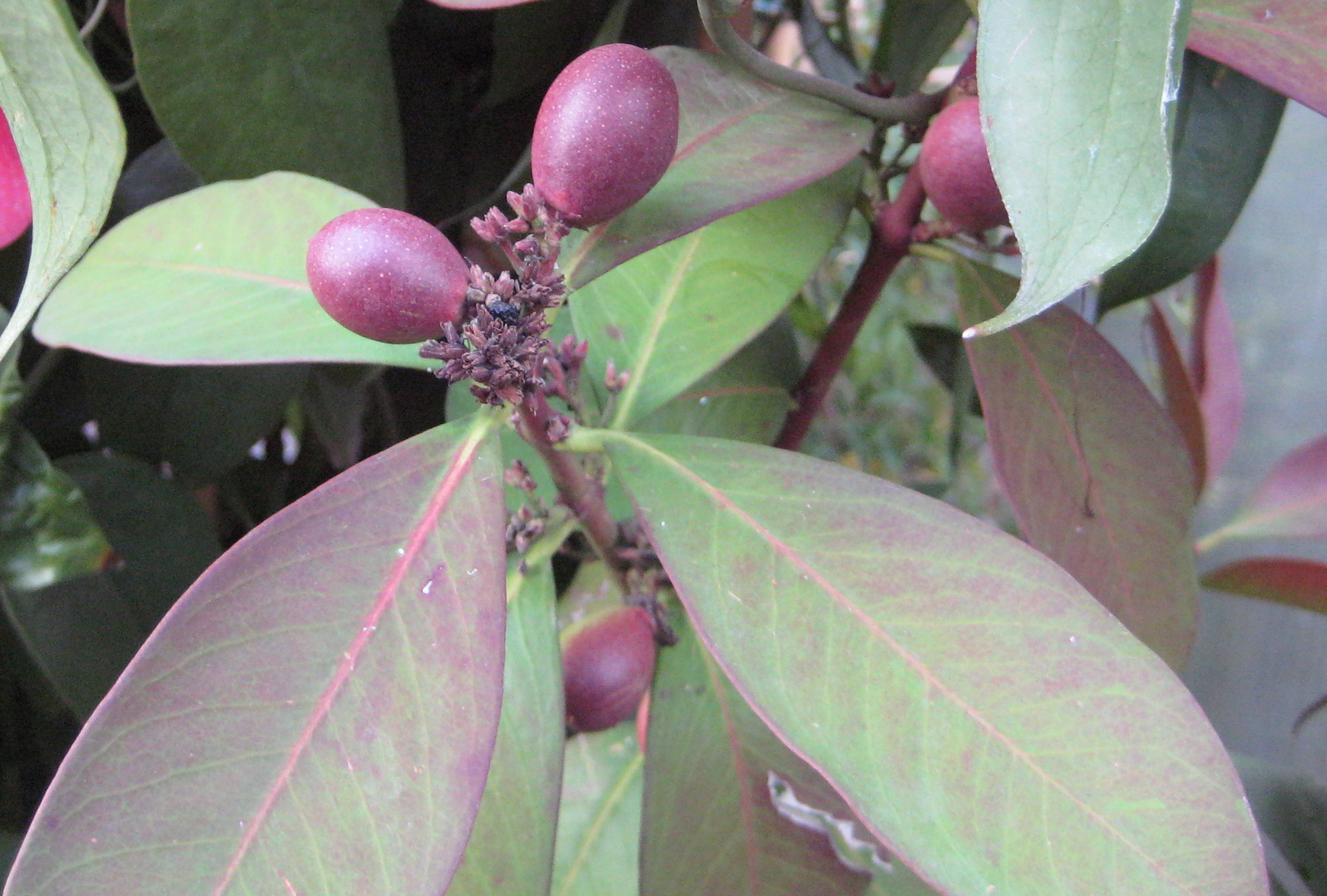
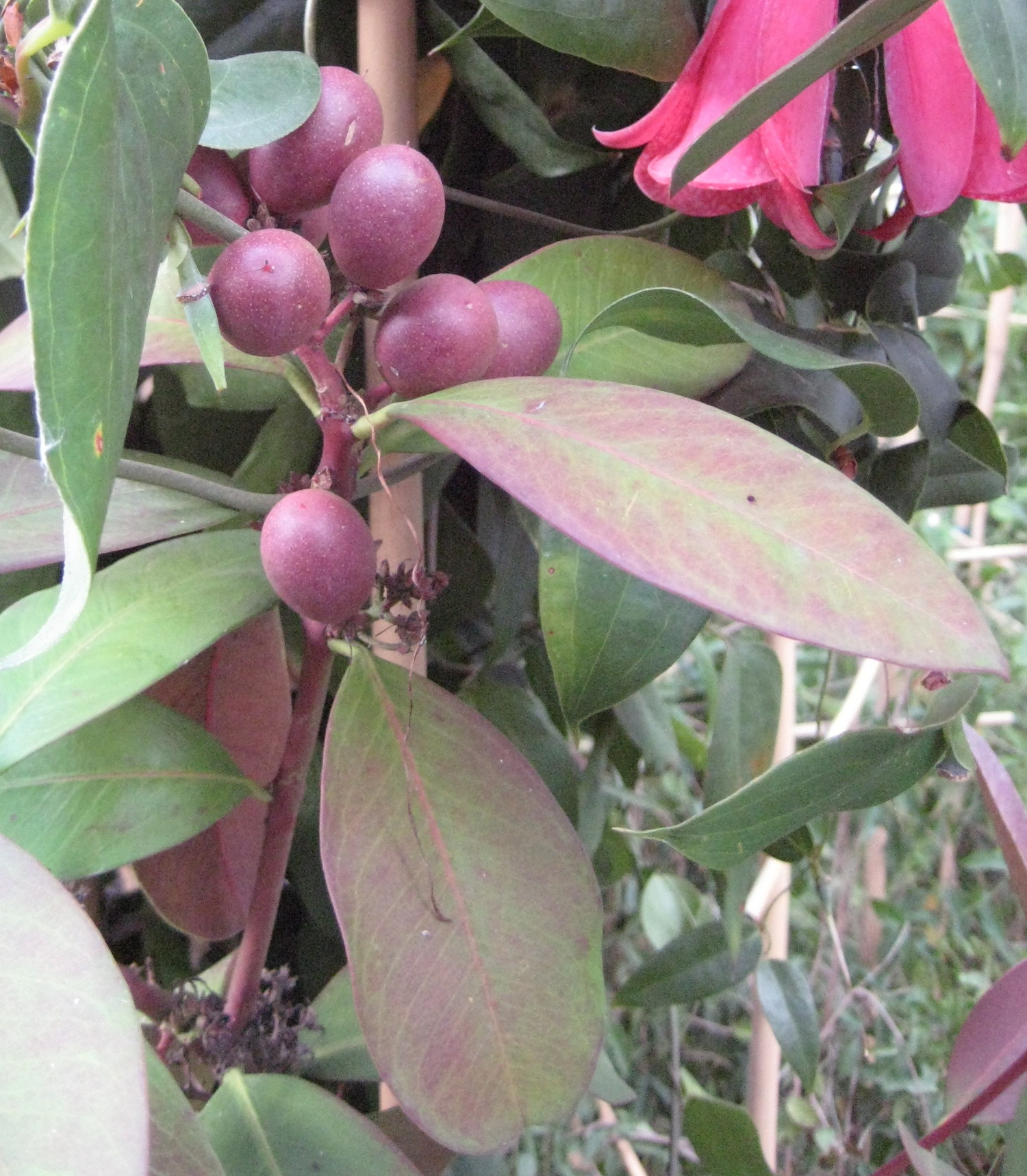
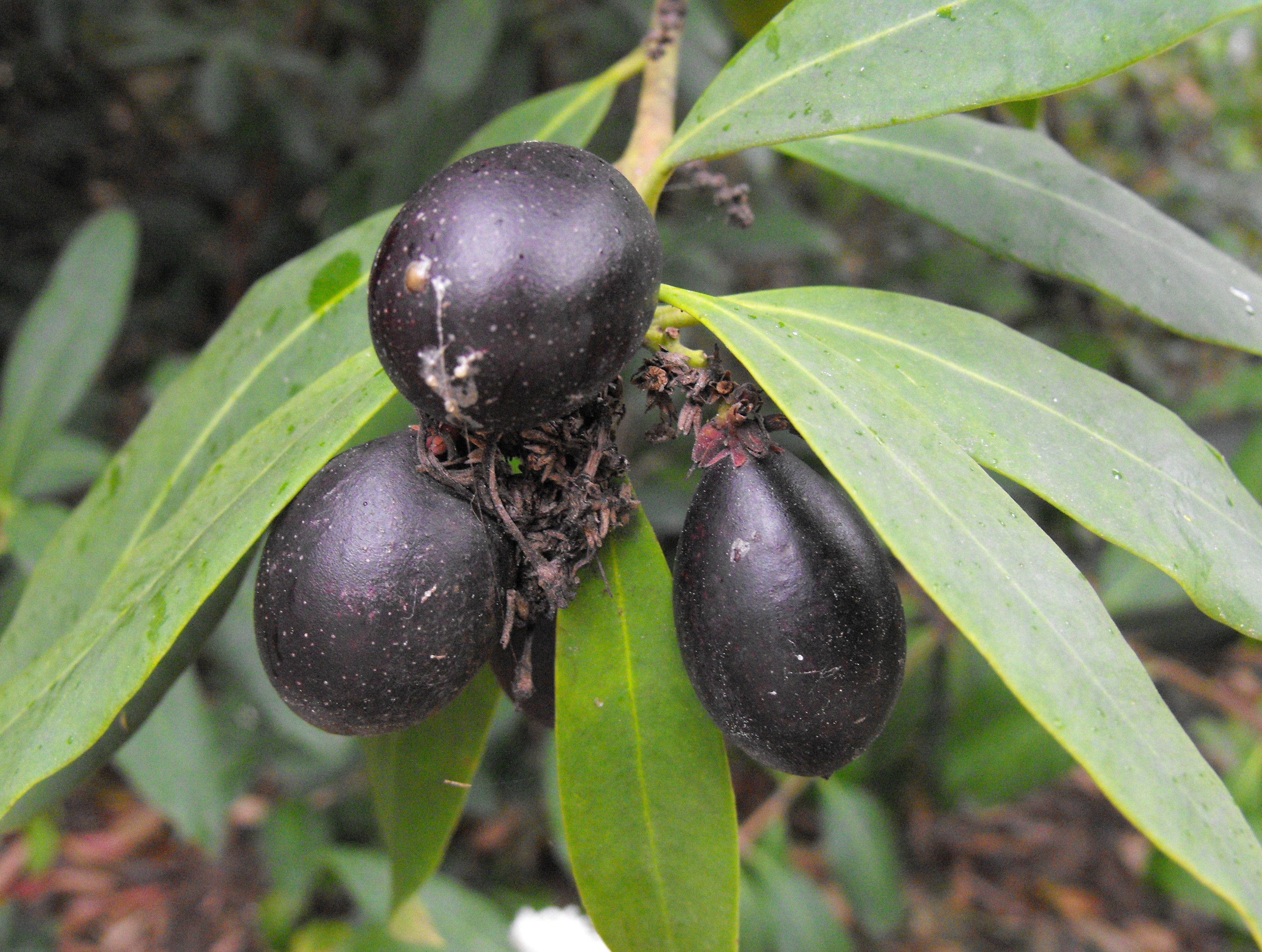